# Coleophora acmura
Coleophora acmura là một loài bướm đêm thuộc họ Coleophoridae. Nó được tìm thấy ở Nam Phi.